# Кардстон
Кардстон (англ. Cardston) — город на юго-западе провинции Альберта, Канада. Город основан в 1887 году членами Церкви Иисуса Христа Святых последних дней из Юты, став первым в Канаде городом мормонов. Город назван в честь мормонского миссионера Чарльза Ора Карда.
Согласно переписи 2018 года население города составляло 3909 человек. Кардстон является одним из немногих городов в Канаде, где запрещена продажа алкоголя.